# Tsuru (origâmi)

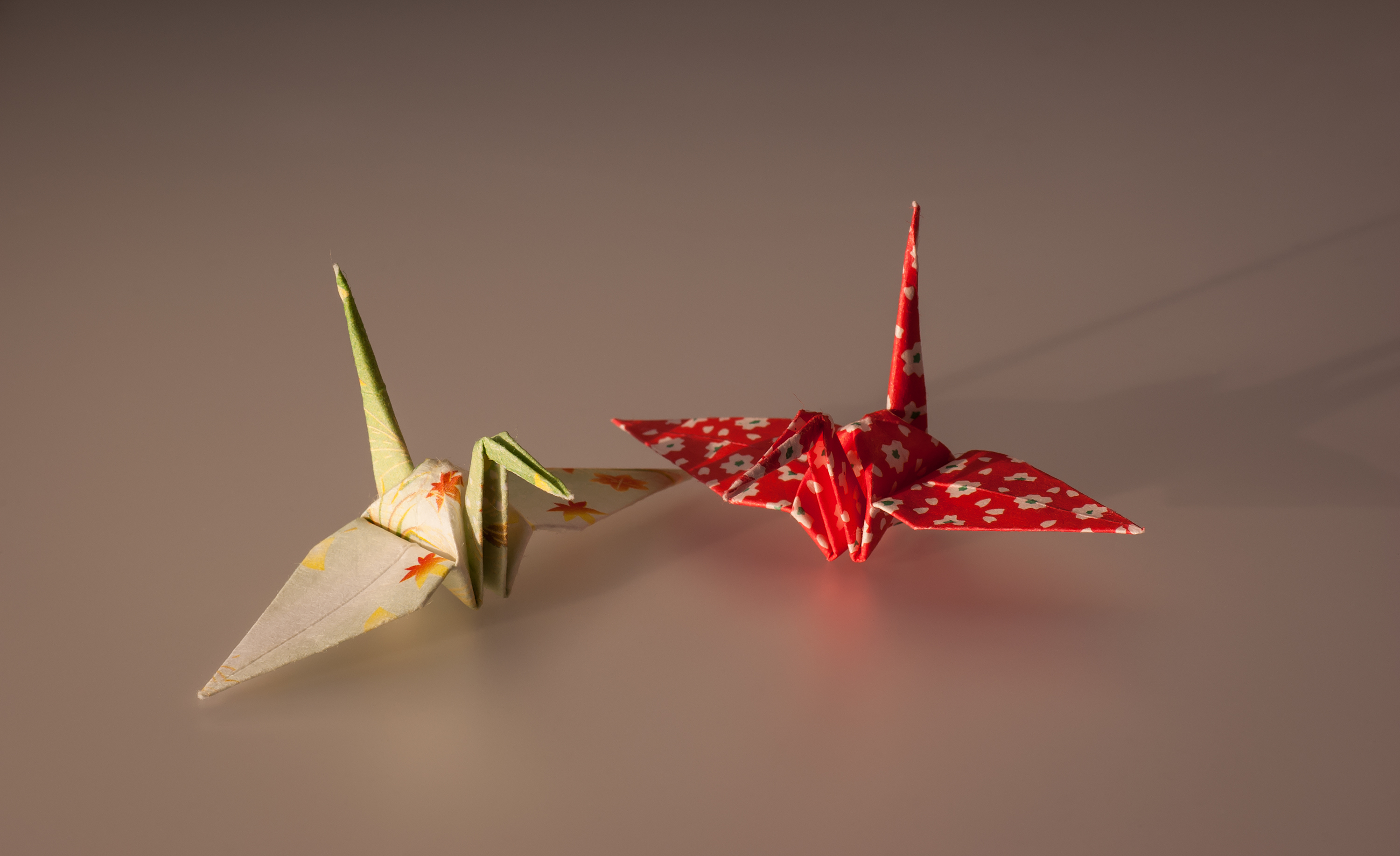
Tsurus de papel

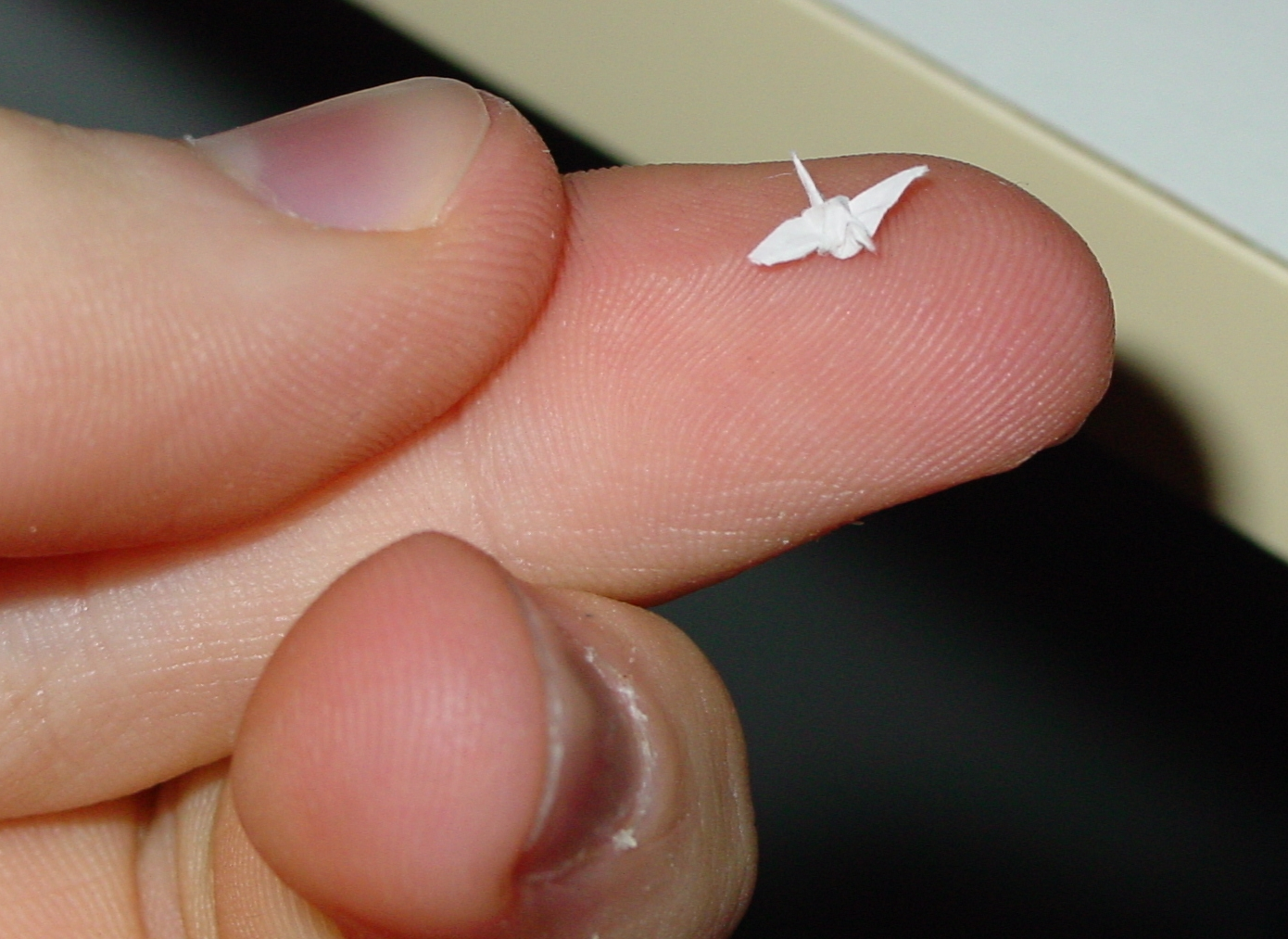
Uma versão reduzida de tsuru.

O Tsuru (em japonês 折鶴), também conhecido como orizuru é um tipo de origami considerado um dos mais tradicionais da cultura japonesa. Este origami representa o grou-da-manchúria.

## Origem
Tsuru é considerada uma ave sagrada do Japão. Simboliza saúde, sorte, felicidade, longevidade e fortuna, sendo assim um símbolo para grandes benefícios. Inicialmente, o origami do tsuru tinha apenas função decorativa ,sendo utilizado para enfeitar o quarto de crianças. Mais tarde, o tsuru foi associado às orações, sendo oferecidos nos templos, acompanhados de pedidos de proteção. Hoje é usado como enfeite nas festas de ano novo, batizados, casamentos, entre outras comemorações.

## A lenda dos mil tsurus
Uma antiga lenda japonesa diz que se dobrarmos mil tsurus os deuses realizarão nosso mais profundo desejo. Por esse motivo, os mil tsurus são dobrados com as mais variadas intenções que vão desde a vitória do seu time preferido até a cura para alguma doença.
A Lenda dos Mil Tsurus se popularizou através da história de Sadako Sasaki, que aos dois anos de idade foi exposta à radiação da bomba atômica que dizimou a cidade de Hiroshima durante a Segunda Guerra Mundial. Por conta desta exposição, Sadako desenvolveu leucemia e passou um bom tempo internada no Hospital da Cruz Vermelha. Foi lá que ela conheceu a lenda do Senbazuru e traçou o desafio de dobrar os mil tsurus não somente para o seu restabelecimento, mas também para todas as vítimas da guerra e pela Paz Mundial. Algumas fontes afirmam que apesar de sua determinação, a menina faleceu antes de completar os mil tsurus, mas, de acordo com o irmão mais velho de Sakado, Masahiro Sasaki, ela ultrapassou sua meta e chegou a dobrar 1.400 origamis.
Depois de sua morte, seus colegas da escola se mobilizaram e conseguiram financiamento para construir um memorial a ela e para todas as crianças que morreram pelos efeitos da bomba atômica. No Parque Memorial da Paz em Hiroshima e no Parque da Paz de Seattle é possível encontrar uma estátua de Sadako que se tornou símbolo do impacto da guerra nuclear.

## Renzuru
O termo renzuru (連鶴, "tsurus unidos") refere-se a uma técnica de dobradura de origami para construir vários tsurus a partir de apenas uma folha de papel sulfite (geralmente quadrada), empregando um determinado número de cortes estratégicos para formar um mosaico com quadrados menos destacados a partir da folha quadrada de papel grande. O resultado é que os tsusrus ficam conectados entre si.
Configurações típicas de renzurus incluem um círculo com 4 ou mais tsurus ligados por suas asas. Um dos tipos mais conhecidos é o imoseyama. Se ele for feito com papel colorido diferentemente em cada lado, os tsurus vão ter cores diferentes.
Tal técnica foi primeiramente ilustrada em um dos mais antigos livros de origami conhecidos,o Hiden Renzuru no Orikata (1797).